# William Pickford, 1. Baron Sterndale
William Pickford, 1. Baron Sterndale Kt PC QC (* 1. Oktober 1848 in Rusholme, Manchester; † 17. August 1923) war ein britischer Jurist, der ab 1918 Mitglied des House of Lords war sowie von 1919 bis zu seinem Tod 1923 als Master of the Rolls das zweithöchste Richteramt im englischen Rechtssystem bekleidete.

## Leben

### Rechtsanwalt und Richter
Pickford, Sohn eines Fuhrmanns, absolvierte nach dem Besuch des Liverpool College ein Studium der Rechtswissenschaften am Exeter College der Universität Oxford, das er 1873 mit einem Bachelor of Arts (B.A.) abschloss. Nach einer juristischen Ausbildung an der Anwaltskammer von Middle Temple wurde er 1874 als Barrister zugelassen und praktizierte fortan an den für Nordengland (Northern Circuit) zuständigen Gerichten. Für seine anwaltlichen Verdienste wurde er 1893 zum Kronanwalt (Queen’s Counsel) ernannt.
1901 wechselte Pickford in den richterlichen Dienst und war anfangs Stadtrichter (Recorder) von Oldham und danach von 1904 bis 1907 Stadtrichter von Liverpool. 1904 erfolgte auch seine Ernennung zum Bencher der Anwaltskammer von Middle Temple. Während seiner richterlichen Tätigkeit in Liverpool fungierte er dort 1906 auch als Vorsitzender des Schwurgerichts (Commissioner of Assize) für den Gerichtsbezirk von Nordostengland (North Eastern Circuit). Daneben war er Leitender Rechtsberater der Regierung bei der Doggerbank-Zwischenfall-Untersuchungskommission in Paris, die sich mit der Versenkung britischer Trawler durch die russische Ostseeflotte in der Nacht vom 21. auf den 22. Oktober 1904 während des Russisch-Japanischen Krieges.
1907 erfolgte Pickfords Ernennung zum Richter am High Court of Justice, dem für England und Wales zuständigen Obersten Zivilgericht, an dem er bis 1914 wirkte. Damit verbunden war auch der Ritterschlag zum Knight Bachelor 1907, so dass er fortan das Prädikat „Sir“ führte. Während der dortigen Tätigkeit beendete er darüber hinaus ein postgraduales Studium am Exeter College 1908 mit einem Master of Arts (M.A.). Des Weiteren war er 1905, 1909 und 1910 Vertreter Großbritanniens auf Diplomatischen Konferenzen in Brüssel zur Vereinheitlichung des Seevölkerrechts.
Pickford wurde 1914 als Lord Justice of Appeal Richter am Court of Appeal, dem für England und Wales zuständigen Appellationsgericht, und war dort bis 1918 tätig. Gleichzeitig erfolgte 1914 seine Ernennung zum Privy Counsellor sowie 1916 zum Mitglied und 1917 zum Vorsitzenden der sogenannten Dardanellen-Kommission, die sich mit den Folgen der Schlacht von Gallipoli im Ersten Weltkrieg befasste. Zugleich war er 1916 Unabhängiger Vorsitzender der Kohlekoalitionsbehörde von Südwales (South Wales Coal Coalition Board).

### Oberhausmitglied und Master of the Rolls

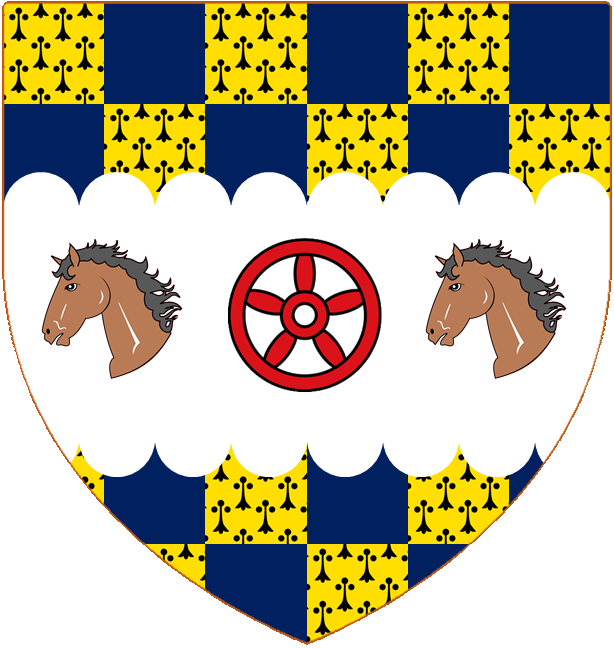
Wappen des Baron Sterndale

1918 kehrte Pickford als Richter an den High Court of Justice zurück und fungiert dort als Nachfolger von Samuel Thomas Evans bis zu seiner Ablösung durch Henry Duke 1919 als Vorsitzender der Nachlass-, Scheidungs- und Admiralitätsabteilung (President of the Probate, Divorce and Admiralty Division). Am 14. November 1918 wurde er als Baron Sterndale, of King Sterndale in the County of Derby, zum erblichen Peer erhoben und war damit bis zu seinem Tod Mitglied des House of Lords.
Zuletzt wurde Lord Sterndale 1919 Nachfolger von Charles Swinfen Eady, 1. Baron Swinfen, als Master of the Rolls und damit als Vorsitzender des Zivilsenats des Court of Appeal. Er bekleidete damit bis zu seinem Tod vier Jahre später nach dem Lord Chief Justice of England and Wales das zweithöchste Richteramt im englischen Rechtssystem. Schließlich fungierte er 1923 auch als Vorsitzender eines Gemeinsamen Ausschusses des Parlaments des Vereinigten Königreichs, der sich mit dem Transport von Waren und Gütern auf dem Seeweg befasste. Nach seinem Tod folgte ihm Ernest Pollock als Master of the Rolls.
Da er ohne männlichen Nachkommen verstarb, erlosch mit seinem Tod der Titel des Baron Sterndale. Aus seiner am 18. August 1880 geschlossenen Ehe mit Alice Mary Brooke gingen zwei Töchter hervor:
- Hon. Dorothy Frances Pickford (1881–1971);
- Hon. Mary Ada Pickford (1844–1934), 1931–1934 MP der Conservative Party für Hammersmith North.